# Mazák
Mazák je národní přírodní rezervace v okrese Frýdek-Místek. Nachází se na velmi prudkých západních svazích pod vrcholem Lysé hory (1323 m n. m.), nejvyššího vrcholu tohoto pohoří, mezi rozsochami Lukšince a Kobylanky v nadmořské výšce 715–1315 m n. m., v centru Lysohorské hornatiny v Moravskoslezských Beskydech. NPR Mazák představuje významné území se zachovanými beskydskými jedlobukovými pralesy a klimaxovými smrčinami. Na území rezervace je vázána celá řada rostlinných a živočišných druhů, jejichž biotopem je právě horský les při jeho horní hranici (kosodřevina na vrcholu Lysé hory byla uměle vysázena). Dominantní dřevinou rezervace je buk lesní, ve vyšších polohách smrk.
Rezervace byla vyhlášena v roce 1926 a na současnou rozlohu, která činí 92,91 ha, byla rozšířena v roce 2000.

## Geologie a pedologie
NPR Mazák patří stejně jako převážná část Beskyd do slezské příkrovové jednotky godulského vývoje, která se nasunula na příkrov podslezské jednotky. Geologický podklad je tvořen hrubě rytmickým flyšem a glaukonitickými pískovci. Náleží k centrální části vývoje středního oddílu godulských vrstev. Na západních svazích Lysé hory je odkryto frýdecké souvrství slezské jednotky. Prudké svahy v oblasti zdrojnic potoka Mazáku jsou rozřezány stržemi o značném spádu. Části svahů jsou pak překryty balvanitým pláštěm, místy s kamennými moři. Vrcholové oblasti nad 1000 m n. m. charakterizuje asociace horských podzolů s vysokým podílem hrubé frakce. Na ostatní ploše převažují hnědé lesní půdy, v celém profilu písčitohlinité až kamenité, dobře provzdušněné, v zářezech potoků vystupují skalky karpatského flyše.

## Historie
Území NPR Mazák patřilo od roku 1653 až do roku 1918 vládnoucímu rodu Habsburků. Posledním majitelem byl arcivévoda Bedřich Rakousko-Těšínský. Habsburkové s ohledem na svou zálibu v chovu tetřevů, přistupovali v místech výskytu tokanišť k budování loveckých chat a k ochraně porostů. Po vzniku samostatnosti v roce 1918 byl však velkostatek Frýdek konfiskován ve prospěch Československého státu a postupně i zde docházelo k přeměně původních pralesů na hospodářské porosty smrku ztepilého s převážně alpským původem. Nejvyšší polohy však byly i do té doby minimálně ovlivňovány úmyslnou těžbou, k rozsáhlejší přeměně došlo pouze ve východní části při hřebeni.
K výraznému poškození lesních porostů na masívu Lysé hory došlo až po dramatickém klimatickém zlomu v roce 1979, kdy v noci z 31. prosince 1978 na 1. ledna 1979 poklesla teplota vzduchu o 28,3 ºC. V pásmu 700–900 m n. m. byly rozsáhle poškozeny smrkové a bukové porosty. Vážné oslabení jejich zdravotního stavu mělo za následek prosýchání některých lesních porostů smrku.

## Flóra
Potenciální vegetaci v území představují bučiny s kyčelnicí devítilistou (Dentario enneaphylli-Fagetum), smrkové bučiny (Calamagrostio villosae-Fagetum), v nejvyšších polohách třtinové smrčiny (Calamagrostio villosae-Piceetum) a papratkové smrčiny (Athyrio alpestris-Piceetum).
Hlavním motivem ochrany jsou přirozená a přírodě blízká lesní společenstva, charakteristická přirozenými procesy nepřetržitého vývoje původních populací lesních dřevin s výskytem ohrožených druhů živočichů a rostlin vázaných na toto ojedinělé prostředí a dále zachování porostů pralesovitého charakteru blízkých přirozené druhové skladbě.
Do nadmořské výšky 800 m převažuje v dřevinné skladbě buk lesní (Fagus sylvatica), směrem k vrcholu stoupá zastoupení smrku ztepilého (Picea abies), který se stává s rostoucí nadmořskou výškou dominantním. Vtroušenými dřevinami jsou jedle bělokorá (Abies alba), javor klen (Acer pseudoplatanus) a jasan ztepilý (Fraxinus excelsior), v nejvyšších polohách jeřáb ptačí (Sorbus aucuparia). V dolní části spadá území geobotanicky do květnatých bučin podsvazu Eu-Fagenion, které přecházejí v horské acidofilní bučiny (smrkové bučiny) asociace Calamagrostio villosae-Fagetum. Malou plochu kolem vrcholu Lysé hory pokrývají horské papratkové (klimaxové) smrčiny Athyrio alpestris-Piceetum.
Vysoký podíl souší a padlých kmenů je v NPR Mazák nezbytnou podmínkou pro přirozenou obnovu lesních porostů. V prvním desetiletí 21. století v prosvětlených částech dochází ke spontánnímu šíření jeřábu ptačího, začíná odrůstat zmlazení smrku ztepilého a v nižších polohách i listnatých dřevin a jedle bělokoré.

## Fauna
Z fauny se v rezervaci vyskytuji mimo jiné mlok skvrnitý, rys ostrovid, puštík bělavý, datlík tříprstý, tetřev hlušec či čáp černý.
Během malakologických průzkumů bylo v rezervaci od roku 1950 do roku 2012 zaznamenáno celkem 54 druhů měkkýšů (plžů).